# Засорин, Евгений Зотикович
Евгений Зотикович Засорин (17 августа 1934, Щёлково, Московская область, СССР — 28 ноября 1992) — советский и российский химик, специалист в области неорганической химии, кандидат химических наук, старший научный сотрудник. Автор научных статей и учебных пособий. Лауреат Государственной премии СССР (1973).

## Биография
Евгений Зотикович Засорин родился 17 августа 1934 года в городе Щёлково Московской области. Его отец, Зотик Алексеевич Засорин (1908 г.р.), был учителем истории и директором Щёлковской средней школы № 8. Мать, Антонина Степановна Кузьминская (1907 г.р.), работала начальником отдела технического контроля на Щёлковской фабрике «Техноткань».
В ноябре 1941 года семья была эвакуирована в город Барнаул, где Евгений в 1942 году поступил в школу. В 1950 году вступил в ряды ВЛКСМ. В 1952 году окончил Щёлковскую среднюю школу № 4 с серебряной медалью и в том же году поступил на химический факультет МГУ, который окончил в 1957 году по специальности «физическая химия». По отзывам преподавателей, Евгений серьезно и с интересом относился к учебе, интересовался научной работой. Все годы занимался общественной работой на курсе: был комсоргом группы, членом курсового бюро, работал в культкомиссии курса. Являлся активным участником художественной самодеятельности курса, агитпоходов, воскресников и работы в колхозах.
В августе 1957 года был зачислен младшим научным сотрудником лаборатории электронографии молекул химического факультета МГУ, где работал до конца своей карьеры. В 1965 году защитил кандидатскую диссертацию на тему «Электронографическое исследование строения молекул галогенидов алюминия и железа». 
К 1965 году Засорин уже имел 11 печатных работ, являлся соавтором ряда спецотчетов и неоднократно выступал с докладами на всесоюзных конференциях и международных симпозиумах. Помимо этого, он принимал участие в выполнении важных научно-исследовательских работ по постановлениям Советов Министров СССР, а его работа неоднократно отмечалась благодарностями и денежными премиями в приказах Высшего образования СССР и декана Химического факультета МГУ.
В 1972 году проходил стажировку в Венгерской Народной Республике по приглашению заведующего отделом Института химии ВНР.
В 1973 году в составе коллектива был удостоен Государственной премии СССР за разработку нового метода высокотемпературной газовой электронографии и его применение для изучения строения неорганических молекул при температурах до 2500 °C.
В 1978 году Евгений Засорин получил диплом старшего научного сотрудника. Ещё с 1972 года являлся ответственным исполнителем одного из наиболее крупных межлабораторных хоздоговоров Химического факультета. 
Помимо этого, он возглавлял коллектив сотрудников, который выполнял раздел темы "Электронографическое исследование строения молекул неорганических, органических и элементоорганических соединений". В период с 1981 по 1986 год группой под руководством Е.З. Засорина выполнено исследование структур и колебательных характеристик более чем 30-ти неорганических соединений типа ХУ2 и ХУ3 (окислы и галогениды). Разработаны и внедрены в практику лаборатории методики определения равновесных конфигураций и силовых полей в гармоническом приближении с учетом кинематической ангармоничности. На основе этого экспериментального материала были сделаны обобщения закономерностей в строении молекул этих классов соединений. Наборы молекулярных постоянных включены в справочник Госстандарта СССР "Геометрическая конфигурация ядер и межъядерные расстояния молекул и ионов в газовой фазе" (1980).
В 1990 году защитил докторскую диссертацию на тему «Молекулярная структура ряда простых неорганических соединений по данным высокотемпературной газовой электронографии». 
Умер 28 ноября 1992 года.

## Научная деятельность
Евгений Засорин являлся крупным специалистом в области газовой электронографии и химии высоких температур. Он разрабатывал алгоритмы программ, вносил усовершенствования в действующие программы обработки данных, создавал новые методики структурного анализа, включающие полное решение колебательной задачи. Являлся соавтором монографии "Теоретические основы газовой электронографии" (1974) совместно с Л.В. Вилковым, М.Г. Анашкиным, В.С. Мастрюковым, В.П. Спиридоновым, Н.И. Садовой.
Опубликовал 72 статьи, 15 тезисов докладов, соавтор 13 отчетов по хоздоговорной тематике.
За успешную работу неоднократно премировался приказами деканата и Минвуза СССР (дважды). Под руководством Е.3. Засорина защищено 9 дипломных работ, также он был соруководителем 7 кандидатских диссертаций.

## Награды
- Государственная премия СССР (1973)
- По итогам работ 1982-1984 годов награжден знаком "Победитель социалистического соревнования"

## Семья
В 1958 году женился на Ирине Юрьевне Уваровой (1935 г.р.), которая работала младшим научным сотрудником кафедры коллоидной химии химического факультета МГУ. В 1959 году у них родилась дочь Марина Евгеньевна Засорина.

## Избранная библиография
Евгений Зотикович Засорин является автором около 100 научных трудов и соавтором учебных пособий. Среди его работ:
- Вилков Л.В., Анашкин М.Г. Теоретические основы газовой электронографии. М.: МГУ, 1974.
- Спиридонов В.П., Ищенко А.А. Исследование стереохимически нежестких молекул электронографическим методом // Успехи химии, 1978, т. 47, № 1, с. 101–126.
- Строение молекул тригалогенидов редкоземельных элементов по электронографическим и спектральным данным // Журнал физической химии, 1988, т. 62, № 4, с. 883–895.
- Vilkov L.V., Anashkin M.G. Molecular Structure of Lanthanide Trichlorides in the Gas Phase // Journal of Molecular Structure, 1979, v. 51, issues 1–3, pp. 161–168.
- Spiridonov V.P., Ishchenko A.A. Electron Diffraction Study of the Molecular Structure of Gaseous Aluminum Bromide // Journal of Structural Chemistry, 1981, v. 21, issue 5, pp. 720–724.
- Vilkov L.V. High-Temperature Electron Diffraction Study of Iron(III) Chloride // Journal of Chemical Physics, 1982, v. 76, issue 9, pp. 3852–3859.
- Исследование структуры молекул алюминия и его соединений методом электронографии // Доклады АН СССР, 1980, т. 250, № 2, с. 300–305.